# دوره فلسفه اثباتی
دوره فلسفه اثباتی (به انگلیسی: Course of Positive Philosophy) و (به فرانسوی: Cours de Philosophie Positive) مجموعه‌ای از متونی بود که توسط  فیلسوف علم و جامعه‌شناس فرانسوی، اگوست کنت بین سال‌های ۱۸۳۰ تا ۱۸۴۲ نوشته شده‌است. او در این کار از دیدگاه معرفت‌شناختی اثبات‌گرایی خود رونمایی کرد. چکیده این اثر توسط هریت مارتینو به انگلیسی ترجمه شده و «فلسفه اثباتی اگوست کنت» (۱۸۵۳) را تشکیل می‌دهند.
بطوره عمده، سه جلد اول «دوره» به علوم فیزیکی موجود (ریاضیات، نجوم، فیزیک، شیمی، زیست‌شناسی) پرداخته‌است در حالی که دو جلد دوم بر ظهور اجتناب‌ناپذیر علوم اجتماعی تأکید دارد. با مشاهده وابستگی دایره‌ای نظریه و مشاهده در علم و طبقه‌بندی علوم به این طریق، می‌توان کنت را به عنوان نخستین فیلسوف علم به معنای امروزی این واژه در نظر گرفت.
از نظر او، علوم فیزیکی که «ساده» بودند، لزوماً باید نخست وارد می‌شدند تا بشریت بتواند تلاش‌های خود را برای چالش‌برانگیزترین و پیچیده‌ترین «ملکه علم» جامعه بشری هدایت کند. کنت باورمند بود «هماهنگی اجتماعی» تنها زمانی امکان‌پذیر است که «هماهنگی فکری» وجود داشته باشد که به نوبه خود تنها زمانی امکان‌پذیر است که «همه» علوم اجتماعی وارد مرحله اثبات‌گرایی شده باشند. جامعه‌شناسی آخرین علمی است که وارد شد. سپس باید به «همه» علم مدرن آموخت تا بتوانند «ارزش‌های علمی جدید» را در زندگی خود درونی کنند. «یک دیدگاه کلی درباره اثبات‌گرایی» (به زبان انگلیسی در ۱۸۶۵ منتشر شد) بنابراین اهداف تجربی جامعه‌شناسی را با جزئیات بیشتری تعریف می‌کند.
پروفسور بارت ون هیریخویزن گفته‌است کنت ممکن است آخرین عضو گونه‌های بشری باشد که توانست همه دانش علمی زمان خود را مورد بررسی قرار دهد و در مورد زمینه‌های مطالعاتی مانند ریاضیات، فیزیک، زیست‌شناسی به گونه‌ای معتبر بنویسد، به گونه‌ای که متخصصان آن روزها آن را به عنوان یک نمای پانورامای خوبی در نظر گرفتتند که در زمینه تحصیلی آنها می‌گذرد. این کار حتی برای آن روزها بسیار دشوار بود ولی کنت به تنهایی با دانش دائره‌المعارف خود به آن رسید. امروزه انجام کاری که کنت در قرن ۱۹ انجام داد، غیرممکن است.